# Иран на зимних Олимпийских играх 1964
Иран принимал участие в Зимних Олимпийских играх 1964 года в Инсбруке (Австрия) во второй раз за свою историю, пропустив зимние Олимпийские игры 1960 года, но не завоевал ни одной медали.
Все 4 иранских спортсмена на Играх выступали в горнолыжном спорте в соревнованиях мужчин, среди них был и принц Карим Ага-хан. Именно он и показал лучшие результаты среди иранцев, впрочем, и ему не удалось попасть в топ-50 ни в одной из трёх дисциплин.